# Kosmoidschuppe

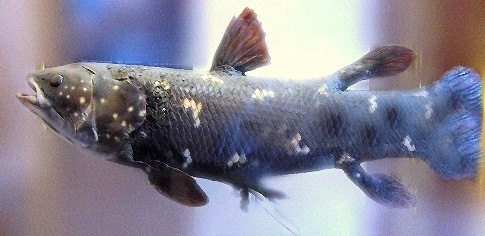
Quastenflosser mit deutlichen Kosmoidschuppen

Kosmoidschuppen oder Cosmoidschuppen sind eine Schuppenart, die rezent nur noch beim Quastenflosser zu finden ist, fossil jedoch die Haut aller Fleischflosser bedeckte. Die Kosmoidschuppe entwickelte sich aus dem gleichen Vorläufer wie die Ganoidschuppe.
Kosmoidschuppen bestehen aus einem tief in der Epidermis sitzenden Lamellenknochen (Isopedin), auf dem spongiöser Knochen aufliegt und in das schuppenbildende Cosmin übergeht. Dieses besteht aus Dentin, dem Schmelz aufgelagert ist. Das Dentin besitzt ein System verzweigter Kanäle, in denen die Ausläufer der schuppenbildenden Zellen, der Odontoblasten, liegen. Außerdem enthalten sie flaschenförmige Vertiefungen, in denen Blutgefäße liegen.

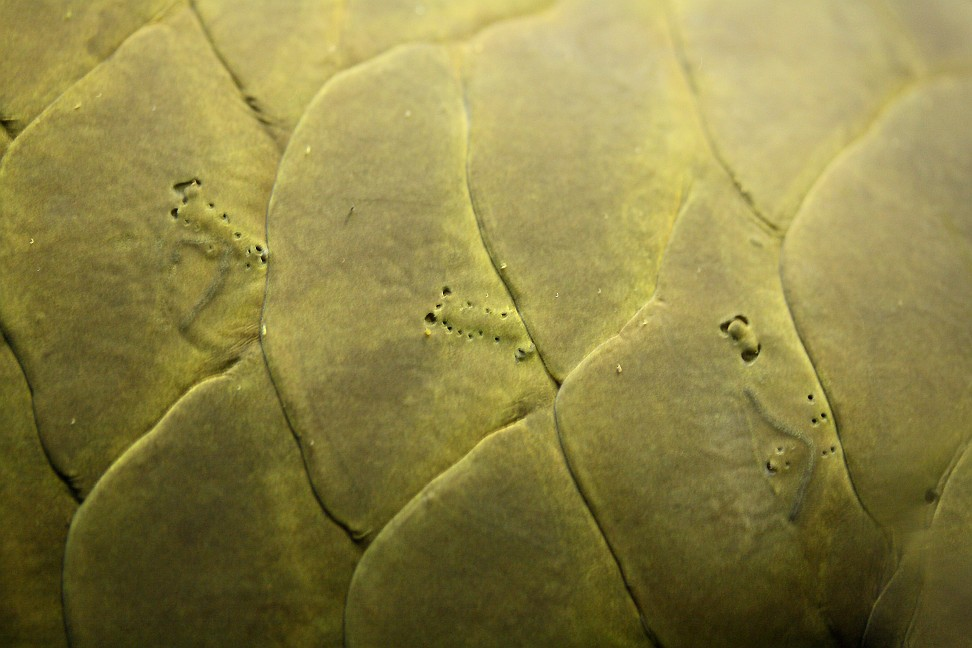
Schuppen des heutigen Australischen Lungenfisches

Die rezenten Lungenfische, deren fossile Vertreter ebenfalls Kosmoidschuppen hatten, besitzen eine dünne epidermale Knochenschicht auf mineralisiertem Bindegewebe ohne Porenkanäle und Dentin in der Haut. Die Schuppen sind entsprechend sehr dünne Gebilde.